# Championnat National de 2020-21
- Atualizado até 19h02min, domingo, 16 de março de 2025 (UTC)

O Championnat National de 2020–21 é a 28ª edição do Championnat National, a terceira divisão do futebol francês. A edição da temporada 2020–21 teve início em 21 de agosto de 2020 e término em 14 de maio de 2021..

## Promovidos e Rebaixados
| Pos.          | Promovidos do Championnat National 2 |
| ------------- | ------------------------------------ |
| 1º do Grupo D | Annecy                               |
| 1º do Grupo A | Bastia                               |
| 1º do Grupo C | Sète                                 |
| 1º do Grupo B | Saint-Brieuc                         |

| Pos. | Promovidos à Ligue 2 |
| ---- | -------------------- |
| 1º   | Pau                  |
| 2º   | Dunkerque            |

| Pos. | Rebaixados da Ligue 2 |
| ---- | --------------------- |
| 19º  | Orléans               |
| 20º  | Le Mans               |

| Pos, | Rebaixados ao Championnat National 2 |
| ---- | ------------------------------------ |
| 15º  | Le Puy                               |
| 16º  | Béziers                              |
| 17º  | Gazélec Ajaccio                      |
| 18º  | Toulon                               |

## Regulamento
O Championnat National é disputado por 18 clubes em 2 turnos. Em cada turno, todos os times jogam entre si uma única vez. Os jogos do segundo turno serão realizados na mesma ordem do primeiro, apenas com o mando de campo invertido. Não há campeões por turnos, sendo declarado campeão o time que obtiver o maior número de pontos após as 34 rodadas e rebaixados os 4 com menor número de pontos.

## Participantes

### Número de equipes por região
| Nº de equipes | !Região               | Equipes                                              |
| ------------- | --------------------- | ---------------------------------------------------- |
| 4             | Auvérnia-Ródano-Alpes | Annecy, Bourg-Péronnas, Sporting Lyon e Villefranche |
| 3             | País do Loire         | Cholet, Laval e Le Mans                              |
| 2             | Bretanha              | Concarneau e Saint-Brieuc                            |
| 2             | Córsega               | Bastia e Bastia-Borgo                                |
| 2             | Ilha de França        | Créteil e Red Star                                   |
| 2             | Normandia             | Avranches e Quevilly                                 |
| 1             | Centro-Vale do Loire  | Orléans                                              |
| 1             | Altos da França       | Boulogne                                             |
| 1             | Occitânia             | Sète                                                 |

### Informação dos clubes
| Equipe         | Cidade                 | Treinador                           | Estádio (mando)             | Capacidade | Material esportivo |
| -------------- | ---------------------- | ----------------------------------- | --------------------------- | ---------- | ------------------ |
| Annecy         | Annecy                 | Michel Poinsignon Rémi Dru          | Parc des Sports             | 15.660     | Adidas             |
| Avranches      | Avranches              | Frédéric Reculeau                   | Stade René Fenouillère      | 2.000      |                    |
| Bastia         | Bastia                 | Mathieu Chabert                     | Stade Armand Cesari         | 16.048     | Adidas             |
| Bastia-Borgo   | Borgo                  | Jean-André Ottaviani                | Stade Paul Antoniotti       | 1.300      | Umbro              |
| Boulogne       | Boulogne-sur-Mer       | Laurent Guyot                       | Stade de la Libération      | 15.204     | Patrick            |
| Bourg-Péronnas | Bourg-en-Bresse        | Karim Mokeddem                      | Stade Marcel-Verchère       | 11.400     | Adidas             |
| Cholet         | Cholet                 | Stéphane Rossi                      | Stade Pierre Blouen         | 9.000      | Uhlsport           |
| Concarneau     | Concarneau             | Stéphane Le Mignan                  | Stade Guy Piriou            | 6.500      | Quick              |
| Créteil        | Créteil                | Carlos Secretário Richard Déziré    | Stade Dominique Duvauchelle | 12.150     | Adidas             |
| Laval          | Laval                  | Olivier Frapolli                    | Stade Francis Le Basser     | 18.607     | Kappa              |
| Le Mans        | Le Mans                | Didier Ollé-Nicolle                 | MMArena                     | 25.064     | Macron             |
| Orléans        | Orléans                | Claude Robin                        | Stade de la Source          | 7.000      | Kappa              |
| Quevilly       | Le Petit-Quevilly      | Bruno Irlès                         | Stade Robert Diochon        | 12.018     | Nike               |
| Red Star       | Paris (Saint-Ouen)     | Vincent Bordot                      | Stade Bauer                 | 10.000     | Adidas             |
| Saint-Brieuc   | Saint-Brieuc           | Maxime D'Ornano                     | Stade Fred-Aubert           | 10.600     |                    |
| Sète           | Sète                   | Nicolas Guibal                      | Stade Louis Michel          | 8.500      | Nike               |
| Sporting Lyon  | Lyon                   | Emmanuel Da Costa Nicolas Le Bellec | Stade de Balmont            | 5.438      | Macron             |
| Villefranche   | Villefranche-sur-Saône | Alain Pochat TBA                    | Stade Armand-Chouffet       | 3.200      | Adidas             |

### Mudança de treinadores
| Clube         | Treinador inicial | Motivo              | Data de saída          | Treinador substituto | Data de chegada        |
| ------------- | ----------------- | ------------------- | ---------------------- | -------------------- | ---------------------- |
| Annecy        | Michel Poinsignon | Consentimento mútuo | 8 de dezembro de 2020  | Rémi Dru             | 18 de maio de 2020     |
| Créteil       | Carlos Secretário | Problemas de saúde  | 18 de dezembro de 2020 | Richard Déziré       | 23 de dezembro de 2020 |
| Sporting Lyon | Emmanuel Da Costa | Consentimento mútuo | 19 de dezembro de 2020 | Nicolas Le Bellec    | 30 de dezembro de 2020 |
| Villefranche  | Alain Pochat      | Consentimento mútuo | 29 de janeiro de 2021  |                      |                        |